# Wernikow
Wernikow ist ein Ortsteil der Gemeinde Heiligengrabe im Landkreis Ostprignitz-Ruppin in Brandenburg. Das alte ehemalige slawische Dorf mit alter Dorfkirche und viel Landwirtschaft zählt derzeit an die 250 Einwohner.

## Geschichte
Wernikow wurde erstmals im Jahre 1324 als „Wernekowe“ urkundlich erwähnt. Von 1417 bis zum Jahr 1571 war das Dorf im Besitz des Bischofs von Havelberg, zwischen 1571 und 1872 gehörte es zum kurfürstlich/königlichen Amt Wittstock.
2003 wurde Wernikow zum Ortsteil der neu gebildeten Gemeinde Heiligengrabe.

## Sehenswürdigkeiten

### Kirche
Die Dorfkirche Wernikow entstand in der Zeit zwischen 1245 und 1253 und gilt damit als eine der ältesten Kirchen in der historischen Prignitz. Im Innern steht unter anderem ein Altarretabel aus der Zeit um 1722. Bei Sanierungsmaßnahmen im Jahr 2011 wurde ein Weihesiegel aus dem 13. Jahrhundert gefunden. Der Denkmalpfleger und Bauhistoriker Gordon Thalmann bezeichnet dies als einen „der spektakulärsten Funde der neueren nordostdeutschen Kirchen- und Landesforschung“.

### Schule
Die „Alte Schule“ dient heute nach einem Umbau 2003 bis 2005 als Bürgerbegegnungsstätte.